# Milan Špaček
Milan Špaček (* 29. září 1952, Valtice) je český politik a lékař, bývalý senátor za obvod č. 54 – Znojmo, zastupitel Znojma a dříve člen KDU-ČSL.

## Vzdělání, profese a rodina
V roce 1972 odmaturoval na Gymnáziu Křenová v Brně. Rok 1973 strávil v nultém ročníku Lékařské fakulty Univerzity Jana Evangelisty Purkyně v Brně a zároveň pracoval jako pomocný dělník. V letech 1973–1979 vystudoval dětské lékařství na téže fakultě. Po základní vojenské službě nastoupil v roce 1982 jako dětský lékař do znojemské nemocnice, kde působil do roku 1992. Mezi lety 1992–1997 zastával funkci ředitele Dětského centra ve Znojmě. Tuto funkci v současnosti (k srpnu 2017) opět zastává.
Je ženatý, má dvě děti.

## Politická kariéra
V roce 1992 vstoupil do KDU-ČSL. V letech 1994 až 2010 zasedal v zastupitelstvu města Znojma, kde rovněž vykonával funkci radního. V roce 2000 byl zvolen do zastupitelstva Jihomoravského kraje, na tuto funkci v souvislosti s výkonem postu náměstka ministerstva zdravotnictví v roce 2003 rezignoval.
Ve volbách 1996 se stal členem horní komory českého parlamentu, přestože jej v prvním kole porazila občanská demokratka Drahoslava Šindelářová v poměru 23,56 % ku 23,26 % hlasů. Ve druhém kole ovšem se ziskem 69,58 % hlasů vyhrál Špaček. V senátu se angažoval ve Výboru pro zahraniční věci, obranu a bezpečnost a v Mandátovém a imunitním výboru. V letech 1998–2002 předsedal Stálé komisi Senátu pro krajany žijící v zahraničí.
Ve volbách 2002 svůj mandát obhajoval, ovšem již v prvním kole jej drtivě se ziskem 50,82 % oproti Špačkovým 18,25 % porazil Vladimír Železný. V letech 2003–2004 vykonával funkci 1. náměstka ministryně zdravotnictví Marie Součkové. Když byl Železný zvolen do Evropského parlamentu se v roce 2004 konaly doplňovací volby, ve kterých získal post senátora zpět, přestože v prvním kole prohrál s nestraníkem kandidujícím za ODS Jaroslavem Paříkem v poměru 29,32 % proti 28,37 % hlasů. Ve druhém kole Špaček obdržel 53,31 % hlasů a znovu se stal senátorem. V horní komoře zasedal ve Výboru pro zdravotnictví a sociální politiku a zastával funkci místopředsedy senátní frakce KDU-ČSL. Od roku 2007 vykonával místopředsednické posty také ve Výboru pro záležitosti Evropské unie a ve Stálé komisi Senátu pro sdělovací prostředky. Ve volbách 2008 se rozhodl již nekandidovat, neboť necítil dostatečnou podporu místní organizace KDU-ČSL.
V komunálních volbách 2014 kandidoval do zastupitelstva Znojma za Sdružení nestraníků jako osoba bez politické příslušnosti, ale nebyl zvolen, protože sdružení získalo jen 4,28 % hlasů.

## Spor s MV
V letech 2005–-2008 vedl spor s Ministerstvem vnitra zda byl nebo nebyl vědomým spolupracovníkem vojenské kontrarovědky, jež patřila pod StB. Nejvyšší soud v listopadu 2008 zamítl dovolání ministerstva proti rozsudku Městského soudu v Praze, podle kterého Špaček vědomě nespolupracoval, což potvrdil i prvostupňový rozsudek Obvodního soudu pro Prahu 7, který ovšem byl vynesen poté, co si soud vyžádal zprávu od ministerstva vnitra, kterou měl dostat ve lhůtě 30 dnů, ta však byla o jeden den překročena. Podle informací médií měl Špaček vystupovat jako důvěrník StB pod krycím jménem Medik mezi lety 1984–1990.